# Sette fratelli
Sette fratelli (Seitsemän veljestä) è il primo ed unico romanzo dello scrittore finlandese Aleksis Kivi, considerato il padre della lingua nazionale.
Pubblicato nel 1870, è stato tradotto da allora in oltre 30 lingue, per la prima volta in italiano nel 1940, ad opera di Corrado Malavasi.
Il romanzo segnò la fine di un'epoca dominata da scrittori di lingua svedese, in particolare da J. L. Runeberg e pose le basi per nuovi scrittori finlandesi come Minna Canth e Juhani Aho, che sono, insieme con Aleksis Kivi, i primi scrittori che rappresentarono nelle loro opere finlandesi comuni in modo realistico.
Il romanzo fu criticato aspramente dai circoli letterari dell'epoca di Kivi, perché presentava un'immagine non lusinghiere dei finlandesi. I protagonisti del romanzo, i sette fratelli del titolo, furono considerati delle rozze caricature degli ideali nazionalistici del tempo. Le critiche più aspre furono quelle dell'influente critico August Ahlqvist, che definì il libro "un'opera ridicola e una macchia sul nome della letteratura finlandese".

## Personaggi

### I fratelli Jukola
- Juhani – il fratello maggiore, il più testardo
- Aapo – fratello gemello di Tuomas, razionale e pacifico
- Tuomas – scrupoloso, forte come un toro, anche se Juhani sostiene di essere lui il fratello più forte
- Simeoni – alcolizzato, il fratello più religioso
- Timo – fratello gemello di Lauri, semplice e onesto
- Lauri – il fratello più solenne, amico della natura e solitario
- Eero – il fratello minore, intelligente, furbo, litigioso quando discute con Juhani

## Trama
I sette fratelli che danno il titolo all'opera, sapientemente tracciati nei loro caratteri anche dai dialoghi, dopo la morte dei genitori sono rimasti gli unici a coltivare la terra della loro fattoria. Litigiosi e insofferenti alle regole e alle norme che la società impone, come il dover imparare a leggere o ricevere il sacramento della cresima finiscono con il litigare con la gente del posto, il connestabile, il giurato, il vicario, il sagrestano, gli insegnanti, i vicini nel villaggio di Toukola. Per questo le madri del villaggio non li considerano dei buoni mariti per le loro figlie. Coinvolti in una serie di sanguinosi tafferugli decidono di abbandonare la vita sociale e scegliere la libertà. Data in affitto la fattoria, si trasferiscono a Impivaara, una foresta disabitata, dove impiantano una nuova fattoria, dissodano nuovi campi e vivono di caccia e di pesca. Qui trascorrono circa dieci anni. Costretti a riparare nel giorno di Natale nella fattoria dalla quale erano fuggiti, a Jukola, a causa di un incendio che ha distrutto tutti loro averi, decidono di ritornare, nella primavera successiva a Impivaara. Durante una caccia all'orso, si ritrovano accerchiati da una mandria di quaranta buoi che li costringono a rifugiarsi su un masso. Per quattro giorni rimangono affamati e completamente isolati dal mondo. Nessuno sente le loro grida di aiuto. L'acquavite che bevono per placare le loro paura fa emergere i loro caratteri soprattutto attraverso dialoghi di straordinaria vivacità e varietà. Dopo varie vicissitudini riescono a liberarsi dall'assedio e ritornano a Impivaara. Pian piano la vita dei fratelli si regolarizza. Uno dei fratelli, Eero, impara a leggere e a sua volta istruisce i fratelli. La buona fama di cui ora godono i fratelli comincia a diffondersi e quando ritornano a Jukola una grande festa sancisce il loro rientro nella società. Tutti si sposano, tranne Simeoni, che rimane a vivere in casa del fratello Jubani  e diventano cittadini responsabili di una società organizzata.